# Kaoru Inoue
Markýz Kaoru Inoue (japonsky 井上 馨, Inoue Kaoru; 16. ledna 1836 Juda – 1. září 1915 Okicumači) byl japonský politik a prominentní člen meidžijovské oligarchie během období Meidži. Jako jeden z nejvyšších státníků, takzvaných genró, měl velký vliv při výběru vůdce národa a na formování jeho politiky.

## Mládí
Inoue se narodil ve městě Juda (dnešní Jamaguči) do samurajské rodiny.
Stejně jako starší bratr Ikutaró (幾 太郎) navštěvoval Meirinkanskou hanskou školu. (Hanská škola byla běžnou vzdělávací institucí v období Edo; původně tyto školy vznikaly za účelem vzdělávat děti daimjóů (feudálních pánů), ale později přijímaly všechny chlapce z lepších rodin). Tam se spřátelil s chlapcem jménem Hirobumi Itó, který se později stal prvním japonským premiérem. V roce 1858 odešel do města Edo (dnešní Tokio), kde nastoupil na vojenskou školu.
V období Bakumacu se stal vůdcem hnutí proti cizincům ve svém rodném kraji. V touze zbavit Japonsko cizinců podnikl radikální čin a v lednu roku 1863 se svými přáteli zapálil britskou ambasádu v Edu.
Inoue si uvědomoval, že Japonsko by se mělo v některých směrech učit od evropských mocností, a tak uprchl ze země a na několik měsíců nastoupil na University College v Londýně.
Když se vrátil, neúspěšně se snažil zabránit válce mezi Japonskem a USA. Tato válka začala v roce 1863 a skončila o rok později, bojovalo se hlavně v oblasti Kanmonu. Inoue se války zúčastnil jako voják. V boji byl těžce zraněn. Bolest byla tak silná, že žádal svého bratra, aby ho zabil, jestli mu nedokáže pomoci. Jeho bratr tehdy přivedl lékaře, který bez anestezie raněného operoval a zachránil.

## Státník ve vládě Meidži
Po reformách Meidži, které začaly po roce 1869 měnit zastaralé feudální Japonsko v moderní industrializovaný stát podle evropského vzoru, zastával Inoue postupně několik důležitých pozic v nové vládě. V roce 1871 byl jmenován náměstkem ministra financí a měl vliv na reorganizaci vládních financí. Snažil se prosadit reformu daně z pozemku. Přičinil se i o ukončení vládních dávek pro bývalé samuraje a bývalé aristokraty a o podporu industrializace. Tímto jednáním si vytvořil spoustu nepřátel a v květnu roku 1873 byl donucen rezignovat. Dále se však stýkal s významnými obchodníky a zapojil se do budování železnic.
V roce 1875 se zúčastnil konference v Ósace, aby podpořil vytvoření reprezentativního národního shromáždění.
V roce 1876 byl Inoue požádán ministerstvem zahraničí o pomoc. Stal se z něj velvyslanec a zapojil se do uzavírání japonsko-korejské smlouvy z roku 1876. Do vlády se vrátil jako ministr veřejných prací v roce 1878. Téhož roku byl jmenován „lordem zahraničních věcí”. V roce 1884, kdy byl zaveden nový systém šlechty, byl povýšen do hraběcího stavu (hakušaku).
V prosinci 1885 se Inoue stal prvním japonským ministrem zahraničních věcí. Záhy proti němu povstala vlna kritiky. Lidem se nelíbilo, že nedokázal vyjednat revizi některých starých smluv, že nechal postavit Rokumeikan a podporoval západní vlivy. Kvůli rozsáhlé kritice v srpnu 1887 rezignoval.
Později působil jako ministr zemědělství a obchodu. V roce 1892 byl jeho přítel Hirobumi Itó (již podruhé) předsedou vlády a udělal z něj ministra vnitra. Roku 1898 se pak Inoue stal znovu ministrem financí. Od roku 1901 byl považován za nejvýznamnějšího vládního poradce pro finanční záležitosti.
Roku 1907 byl z hraběte povýšen na markýze (kóšaku)

## Smrt
Zemřel v roce 1915 během pobytu na svém letním sídle ve městě Okitsu-juku, bylo mu 79 let.